# مارک اف. جولیانو
مارک اف. جولیانو (انگلیسی: Mark F. Giuliano) یک سیاست‌مدار و قائم‌مقام رئیسِ پلیس فدرال آمریکا اهل ایالات متحده آمریکا است.
او که پانزدهین قائم‌مقام اف‌بی‌آی است، دانش‌آموختهٔ کالج ووستر بوده و در سال ۱۹۸۸ میلادی، مأمور ویژهٔ اف‌بی‌آی در واشینگتن و رئیس تیمِ ضربت آن بود. مارک در حین خدمت، جایزهٔ ویژه ریاستِ اف‌بی‌ای در حوزهٔ تحقیقات جنایی را دریافت کرد و در سال ۱۹۹۷ میلادی، مشاورِ ویژهٔ دایرهٔ جرائم خطرناک، فراریان و «۱۰ مجرم تحتِ تعقیبِ اول» شد.
سپس از سال ۲۰۰۵ تا ۲۰۱۰ میلادی، در دفتر مرکزیِ اف‌بی‌آی در آتلانتا حضور داشت و بعد، به عنوانِ فرماندهٔ اف‌بی‌ای در افغانستان خدمت کرد.
از سال ۲۰۱۰ تا ۲۰۱۱، او دستیار رئیس «بخشِ ضدتروریسم اف‌بی‌آی» بود. از سال ۲۰۱۱ تا ۲۰۱۲ به ریاستِ «دایره امنیت ملی اف‌بی‌آی» نائل شد و از اوت ۲۰۱۲ تا نوامبر ۲۰۱۳ میلادی، به «مأمور ویژهٔ عهده‌دارِ مسئولیت» (SAC) در دفتر مرکزی اف‌بی‌آی در آتلانتا خدمت کرد.
سرانجام در ۱ دسامبر ۲۰۱۳ میلادی، به قائم‌مقامیِ پلیس فدرال آمریکا منسوب شد که دومین مقامِ عالیرتبهٔ این سازمان محسوب می‌شود.